# عيادة الدكتور بارك
عيادة الدكتور بارك (بالكورية: 내과 박원장)؛ هو مسلسل كوري جنوبي قادم من بطولة لي سيو جين ورا مي ران. بدا يعرض على منصة Tving يومي الجمعة والسبت من 14 يناير 2022.

## القصة
كوميديا طبية تدور حول طبيب جديد يعاني من متطلبات مهنته.

## بطولة
- لي سيو جين في دور بارك وون جانغ

مدير عيادة الطب.
- را مي ران في دور سا مو ريم. زوجة بارك وون جانغ.[6]

## المشاهدات
ملاحظة: هذه تصنيفات يتم احتسابها من من قناة تي في إن، نظراً لتأجيل وتأخر عرض مسلسل الرابط: أكل، حب، أقتل الذي كان من المقرر عرضه في 16 مايو وتم تأجيله ليعرض في 6 يونيو 2022، قرر إعادة عرض دراما تيفينج على قناة تي في ان ليومي الاثنين والثلاثاء.
| الموسم | الموسم | رقم الحلقة | رقم الحلقة | رقم الحلقة | رقم الحلقة | رقم الحلقة | رقم الحلقة | المتوسط     |
| الموسم | الموسم | 1          | 2          | 3          | 4          | 5          | 6          | المتوسط     |
| ------ | ------ | ---------- | ---------- | ---------- | ---------- | ---------- | ---------- | ----------- |
|        | 1      | 584        | 625        | 584        | 476        | 368        | 483        | ستُعلن لاحقًا |

| الحلقات | تاريخ البث   | تقييمات "نيلسن كوريا" | تقييمات "نيلسن كوريا" |
| الحلقات | تاريخ البث   | على الصعيد الوطني     | منطقة العاصمة         |
| ------- | ------------ | --------------------- | --------------------- |
| 1       | 16 مايو 2022 | 2.406%                | 2.286%                |
| 2       | 17 مايو 2022 | 2.812%                | 3.071%                |
| 3       | 23 مايو 2022 | 2.574%                | 2.673%                |
| 4       | 24 مايو 2022 | 2.407%                | 2.595%                |
| 5       | 30 مايو 2022 | 1.476%                | N/A                   |
| 6       | 31 مايو 2022 | 2.097%                | 2.002%                |
| المعدل  | المعدل       | —                     | —                     |

## الإنتاج

### صناعة
- تخطيط الإنتاج : إدارة المنصة Tving.[10][11]

- فريق العمل : إسيدوز بيكتشرز & إكس أل بيكتشرز.[1]
- إخراج كتابة منتج : سيو جون بيوم.[1]

انها دراما أصلية لمنصة TVING.

## روابط خارجية
- الموقع الرسمي
 باللغة الكورية
- عيادة الدكتور بارك على موقع IMDb (الإنجليزية)
- عيادة الدكتور بارك على موقع ليتربوكسد (الإنجليزية)
- عيادة الدكتور بارك على موقع قاعدة بيانات الفيلم (الإنجليزية)
- عيادة الدكتور بارك على هانسينما